# ジョン・グッドイヴ＝アースキン (第27代マー伯爵)
第27代マー伯爵ジョン・フランシス・アースキン・グッドイヴ＝アースキン（英語: John Francies Erskine Goodeve-Erskine, 27th Earl of Mar、1836年3月29日 – 1930年6月17日）は、スコットランド貴族。

## 生涯
ウィリアム・ジェームズ・グッドイヴ（William James Goodeve、1861年12月22日没）とフランシス・ジェマイマ・アースキン（Frances Jemima Erskine、1842年6月20日没、第26代マー伯爵ジョン・フランシス・ミラー・アースキンの娘）の息子ジョン・フランシス・アースキン・グッドイヴ（John Francies Erskine Goodeve）として、1836年3月29日に生まれた。ブリストル・グラマースクールで教育を受けた後、1856年5月16日にケンブリッジ大学クイーンズ・カレッジに入学、1860年にM.A.の学位を修得した。
1866年6月19日に母方の祖父にあたる第26代マー伯爵が死去すると、マー伯爵の継承を主張して、姓に「アースキン」を加えた。一方、第26代マー伯爵の叔父ヘンリー・デイヴィッド（1776年 – 1846年）の息子ウォルター・コニングスビー・アースキンが遺産とケリー伯爵の爵位を継承した上でマー伯爵の継承権も主張した。1875年2月25日、貴族院はその時点で争われているマー伯爵の爵位が1565年にメアリー1世によって創設されたものとし、男系男子しか継承できないため継承権はウォルター・コニングスビー・アースキンにあるとの裁定を下した。元大法官の初代セルボーン男爵ラウンデル・パーマーが1877年にこの裁定を「正しかろうと間違っていようと最終判断であり、疑問の余地はない」（final, right or wrong, and not to be questioned）と形容したこともあり、一時はケリー伯爵がマー伯爵を継承したものとされたが、グッドイヴはマー伯爵の称号を引き続き使用した。そして、1885年に「マー伯爵位返還法」（Earldom of Mar Restitution Art）が可決され、「事実関係に曖昧さがあり」、中世のマー伯爵位が1565年以前に放棄または王領に統合されたという事実に疑いがあるとした。また、同法はさらに貴族院による裁定ではメアリー1世による1565年の勅許状が土地にのみ適用され、「爵位自体には適用されなかった」とし、中世に創設されたマー伯爵の爵位はグッドイヴが保有するものとした。これによりグッドイヴは爵位を回復、スコットランド貴族代表議員選挙ではサザーランド伯爵の次に投票するものとされた。
1886年から1922年までスコットランド貴族代表議員を務めた。
1930年6月17日に死去、息子ジョンが爵位を継承した。

## 家族
1866年9月12日、アリス・メアリー・シンクレア・ハミルトン（Alice Mary Sinclair Hamilton、1924年6月6日没、ジョン・ハミルトンの娘）と結婚、1男をもうけた。
- ジョン・フランシス・ハミルトン・シンクレア・カンリフ・ブルックス・フォーブズ（1868年 – 1932年） - 第28代マー伯爵